# レディオ ファントム
『レディオ ファントム』はNACK5で放送していたラジオ番組。放送時間は毎週金曜 6:00 - 9:00。

## 概要
これまでの『大野勢太郎 HYPER RADIO』の放送枠を受け継ぎ、新しい生ワイド番組として再出発。
この番組では2015年に行われたNACK5の「POWER OF WOMAN」というキャンペーンの「課長」になった、岡田眞善が「刺激的なファントム」として、リスナーからの情報に加え、岡田自身による取材情報を元に、「眞善流の切り口」で伝えるもの。平成最後の夏の2018年8月31日に放送回数は100回となった。岡田は「100回記念だからメッセージを100通以上紹介するぞ！」と張り切り当日の番組が終わるまでに400通以上のメッセージを紹介した、ちなみにこの日のメッセージテーマは【あなたの座右の銘は？】であった。
2023年3月10日の放送内で番組終了が公表され、同月31日で終了。

## パーソナリティ
- 岡田眞善

## タイムテーブル
- 6:00 オープニング
- 6:07 NACK5 NEWS (楠紗友里)
- 6:10 NACK5 TRAFFIC(九段センター)
- 6:13 NACK5 WEATHER(ウェザーニュース)
- 6:20 新聞ナナメヨミ『今朝の朝刊をななめ読み』
- 6:40 NACK5 TRAFFIC(九段センター)
- 6:43 NACK5 WEATHER
- 6:50 REDS RUN TO VICTORY〜勝利へ走りだそう！ (パーソナリティー：加藤美和)

- 7:00 NACK5 NEWS
- 7:04 NACK5 TRAFFIC（ティ・エイチ・アイ提供：九段センター）
- 7:06 NACK5 WEATHER
- 7:15 エコノモーニング『経済ジャーナリスト内田裕子の経済情報』（昭栄建設グループ提供）
- 7:30 Red Tag 岡田屋『街のお得情報』
- 7:45 NACK5 TRAFFIC（埼玉県Honda Cars提供：埼玉センター）
- 7:48 NACK5 WEATHER
- 7:50 23:30の人『終電間際の人間ドラマ』

- 8:00 NACK5 NEWS
- 8:03 NACK5 TRAFFIC（トヨタ勝又グループ提供：埼玉センター）
- 8:07 住マイルペディア『暮らしのアイデア』
- 8:15「朝情報★埼玉」
- 8:25 NACK5 TRAFFIC（松永建設提供：埼玉センター）
- 8:28 NACK5 WEATHER（川口技研提供）
- 8:30 週末なにする？みんなのプレミアムフライデー！『教えて！週末の予定』(ヤオコー提供)
- 8:45 NACK5 TRAFFIC（セルスター提供：九段センター）
- 8:47 NACK5 WEATHER（武蔵野銀行提供）
- 8:55 エンディング